# Charm wiþ ymbe

Die Handschrift

Charm wiþ ymbe ist ein  altenglischer Bienensegen. Er ist auf einem Pergament (MS 41) überliefert, das sich im Besitz des Corpus Christi College der Cambridge University befindet. John Mitchell Kemble fand das Manuskript und machte es Jacob Grimm zugänglich. Von englischen Linguisten, beispielsweise Felix Grendon, wurde eine Ähnlichkeit des Zauberspruches mit dem Lorscher Bienensegen festgestellt.

## Altenglisch
Die Originalfassung des angelsächsischen Zauberspruches Charm wiþ ymbe lautet:
Wið ymbe nim eorþan, oferweorp mid þinre swiþran
handa under þinum swiþran fet, and cwet:
Fo ic under fot, funde ic hit.
Hwæt, eorðe mæg wið ealra wihta gehwilce
and wið andan and wið æminde
and wið þa micelan mannes tungan.
And wiððon forweorp ofer greot, þonne hi swirman, and cweð:
Sitte ge, sigewif, sigað to eorþan!
Næfre ge wilde to wuda fleogan.
Beo ge swa gemindige mines godes,
swa bið manna gehwilc metes and eþeles.

## Deutsche Übersetzung
Zu einem Bienenschwarm bring Erde, wirf sie mit
deiner rechten Hand von unterhalb
deines rechten Fußes und sprich:
Greife ich unter den Fuß, so finde ich es.
Ja, die Erde hat Macht über jedes Wesen
und über den Ärger und über die Vergeßlichkeit
und über die Zunge des mächtigen Mannes.
Und nun wirf Sand über sie, wenn sie
schwärmen, und sprich:
Setzt euch, ihr Siegfrauen, kommt herunter zum Land.
Niemals fliegt ihr wild zum Wald.
Ihr Bienen bedenkt, zu meinem Wohle
so wie jeder Mann es erwartet, dass er sein Fleisch und sein Erbe erhält.

## Auslegung
Der Spruch richtet sich an ein schwärmendes Bienenvolk und fordert es auf, sich in der Nähe des Stockes niederzulassen. Sigewif (Pl.?) („Siegfrauen“) ist eine Bezeichnung für die Biene, wurde aber auch als Bezeichnung für Schlachtjungfrauen gesehen, die sich angeblich in bienenartige Wesen verwandeln könnten. Die Bienen mit ihrem Wehrstachel werden dabei mit der mit einem Speer bewaffneten Walküre verglichen. Jacob Grimm fand zu Sigewif im Althochdeutschen mit siguwip und im Altnordischen mit sigrvif sprachliche Entsprechungen. In neueren Forschungen wird angenommen, dass der Begriff Sigewif für die Bienenköniginnen stand. Die Anrede Sigewif wird vom Linguisten Henk Jongeboer hierbei als respektvolle Höflichkeitsform gesehen.
Im zweiten Teil des Zauberspruches beschwört der Sprecher die Bienen, nicht in den Wald zu fliegen, weil sie sich dort zu einer wilden Bienenkolonie entwickeln würden, der von den Sammlern von Wildhonig genutzt würde. Das Sammeln von Wildhonig ist dem Bienenzüchter nicht erlaubt.